# Albert Bastardes i Porcel
Albert Bastardes i Porcel (Barcelona, 23 de gener de 1933 - Mataró, 26 d'agost de 2018) fou un arquitecte i dissenyador català. Net d'Albert Bastardas i Sampere, fill d'Albert Bastardas Parera (a partir de la seva generació van catalanitzar el seu cognom), nasqué en una família amb inquietuds polítiques i culturals catalanistes que s'hagueren de desenvolupar en la clandestinitat de la postguerra; va tenir tres germanes i dos germans, un d'ells, Ramon Bastardes i Porcel. Va estudiar Ciències Exactes a la Universitat de Barcelona i arquitectura a l'ETSAB, on obtingué el títol d'arquitecte urbanista el 1976. Ja abans havia creat el despatx BBS amb Jordi Balari i Juli Schmid, d'on sortí el projecte de la Galeria René-Metràs (1962). Fou dissenyador de la botiga de Mobles Maldà, de la cafeteria de La Cova del Drac i fins a 200 altres projectes que inclouen habitatges, escoles, edificis religiosos (Sant Sebastià del Bedorc, a Piera, 1962-64) o culturals (el Teatre Municipal de l'Hospitalet, 1970). Fou també autor de diverses obres de restauració d'edificis històrics: Sant Llorenç prop Bagà (1982-88), Santa Maria de l'Estany (1984), Sant Vicenç de Cardona (1984-90), Els 4 Gats (1991). Exercí també la docència a l'Escola Massana (1969-1974) i fou un dels membres fundadors de l'ADI-FAD (1960). Com a arquitecte, va assumir responsabilitats en la protecció del patrimoni arquitectònic, a la comissió de defensa del patrimoni arquitectònic del COAC, a la Diputació de Barcelona i a la Generalitat de Catalunya i el MOPU.
El 1961, amb la seva esposa Mercè Mestre, tot just casats, anaren a viure al barri de Montbau, on hi va participar en molts àmbits: va ser president de l'Associació de Veïns de Montbau entre el 1981 i 1983; impulsor de la Cooperativa Escolar Montbau, formada per un grup de pares interessats perquè els nens gaudissin d'una escola catalana, progressista i laica, que es va materialitzar en l'Escola Baloo; va rellançar la revista Ressò de Montbau i hi va fer aportacions com a il·lustrador i redactor d'una secció sobre historia de Montbau i de la Vall d’Hebron; era dissenyador de joguines, i amb Adolf Aymerich va fundar l'empresa La Puput; amb la seva dona Mercè va obrir una botiga de joguines a Montbau, on hi feien teatre de titelles per als nens del barri, anomenada Ninot, que quan es va traslladar al Pla de Montbau la van rebatejar com a Ninot Nou.
Al cap dels anys es traslladà a viure a ca l'Anton Feliu, a la part més alta de Vilassar de Dalt, just al costat del castell, on preservà i organitzà l'arxiu fotogràfic del seu pare (Arxiu Albert Bastardas Parera) que conserva més de 60.000 imatges, arxiu que l'any següent de la seva mort es va dipositar a l'Arxiu Nacional de Catalunya.

## Publicacions
Llibres publicats per Albert Bastardes i Porcel:
- Bastardes i Porcel, Albert. El cas madriguera.  La Comarcal Edicions, 01-01-2005. ISBN 978-84-95351-24-1.
- Bastardes i Porcel, Albert. Les Terres del Gaià a l'Arxiu Albert Bastardes.  Centre d'Estudis del Gaià. ISBN 978-84-614-9439-2.
- Reig i Balsell, Anna; Bastardes i Porcel, Albert. Anna Reig.  Llibres de L'Índex (Ediciones de La Tempestad), 07-10-2013. ISBN 978-84-941338-3-1.